# كارلوس رامون هيدالغو
كارلوس رامون هيدالغو (9 فبراير 1979 بغواياكيل في الإكوادور - ) هو لاعب كرة قدم إكوادوري في مركز الوسط. شارك مع منتخب الإكوادور لكرة القدم. أما مع النوادي، فقد لعب مع برشلونة جواياكويل وسوسيداد ديبورتيفو كيتو ونادي إيميلك ونادي ديبورتيفو إل ناسيونال وديبورتيفو كوينكا.

## وصلات خارجية
- كارلوس رامون هيدالغو على موقع الاتحاد الدولي (مؤرشف)  (الإنجليزية)
- كارلوس رامون هيدالغو على موقع قاعدة بيانات كرة القدم.إي يو (الإنجليزية)
- كارلوس رامون هيدالغو على موقع ناشيونال فوتبول تيمز (الإنجليزية)